# Вайсензее (Каринтія)
Біле озеро (нім. Weißensee) — озеро в австрійській землі Каринтія в межах гірського масиву Гайльтальскі Альпи. Це найвище озеро Каринтії, в якому можливо купатися. Таку ж назву має  муніципалітет, розташований на північному і південному березі озера.

## Географія
Західний берег цього льодовикового озера лежить поблизу сідловини Кройцберг гірського перевалу дороги Бундесштрасе від Грайфенбурга до Хермагора. Менша гірська дорога веде від долини Драва через Стокенбой до східного кінця озера. Незважаючи на висоту 930 метрів над Адріатичним морем (австрійський вимір висоти), поверхня озера може досягати 24 градусів Цельсія в літні місяці, тоді як взимку вода повністю замерзає і дозволяє вільно пересуватися по кризі на ковзанах.
Через крутий берег східна частина майже не заселена, і вузька стежка веде до східного кінця, де територія муніципалітету Стокенбой доходить до озера. Тут з озера витікає струмок Вайсенбах та тече в долину Драва. Вздовж берега лежать мілини з крейди, яка приноситься з навколишніх гір Південних Вапнякових Альп, що надає водам характерний колір, а Вайсензее («Біле озеро») — його назву.
Близько двох третин поверхні озера є частиною заповідної зони. Рух озером забезпечують чотири судна та швидкісний катер. За винятком громадського транспорту, використання моторних човнів заборонено. Води озера досягають якості питної води. Озеро містить багато різних видів риби, особливо форель, звичайного коропа, окуня та північну щуку. Крім того, на озері селиться багато різних птахів, починаючи від качок і закінчуючи гусями та сірими чаплями.

## Населення
За даними опитування 2001 року, в районі озера Вайсензее проживало 788 жителів, з яких 97,2 % мали австрійське громадянство. 73,6 % опитаних заявили, що є членами євангелістської церкви, 22 % — римо-католиками, 1 % — ісламської віри. 3,4 % заявили, що не належать до релігійної конфесії.

## Активності
Починаючи з 1989 року, взимку на озері проводять голландські змагання з швидкісного бігу на ковзанах «Alternatieve Elfstedentocht». Окрім катання на ковзанах, досить популярними є айсшток та лижні перегони навколо Вайсензее. Невеликий район гірськолижних лиж розташований на південному березі. У лютому 2007 року на озері відбувся перший чемпіонат світу з підльодного хокею. У січні 2011 року австрійська Асоціація гірських авіаторів посадила на замерзлу поверхню озера близько 30 невеликих літаків.
Видатний гірський відріг на північному березі, Ронахерфельс, названий на честь місцевого селянина, який загинув взимку 1916 року, керуючи санями на замерзлому озері. Скорочуючи шлях додому, він їхав на санях по тонкій кризі, провалився і помер. Його тіла так і не знайшли. На честь його пам'яті відріг та сусідню корчму назвали на його честь.
Частини фільму про Джеймса Бонда «Живі вогні» 1987 року знімали на замерзлому Вайсензее.

## Галерея

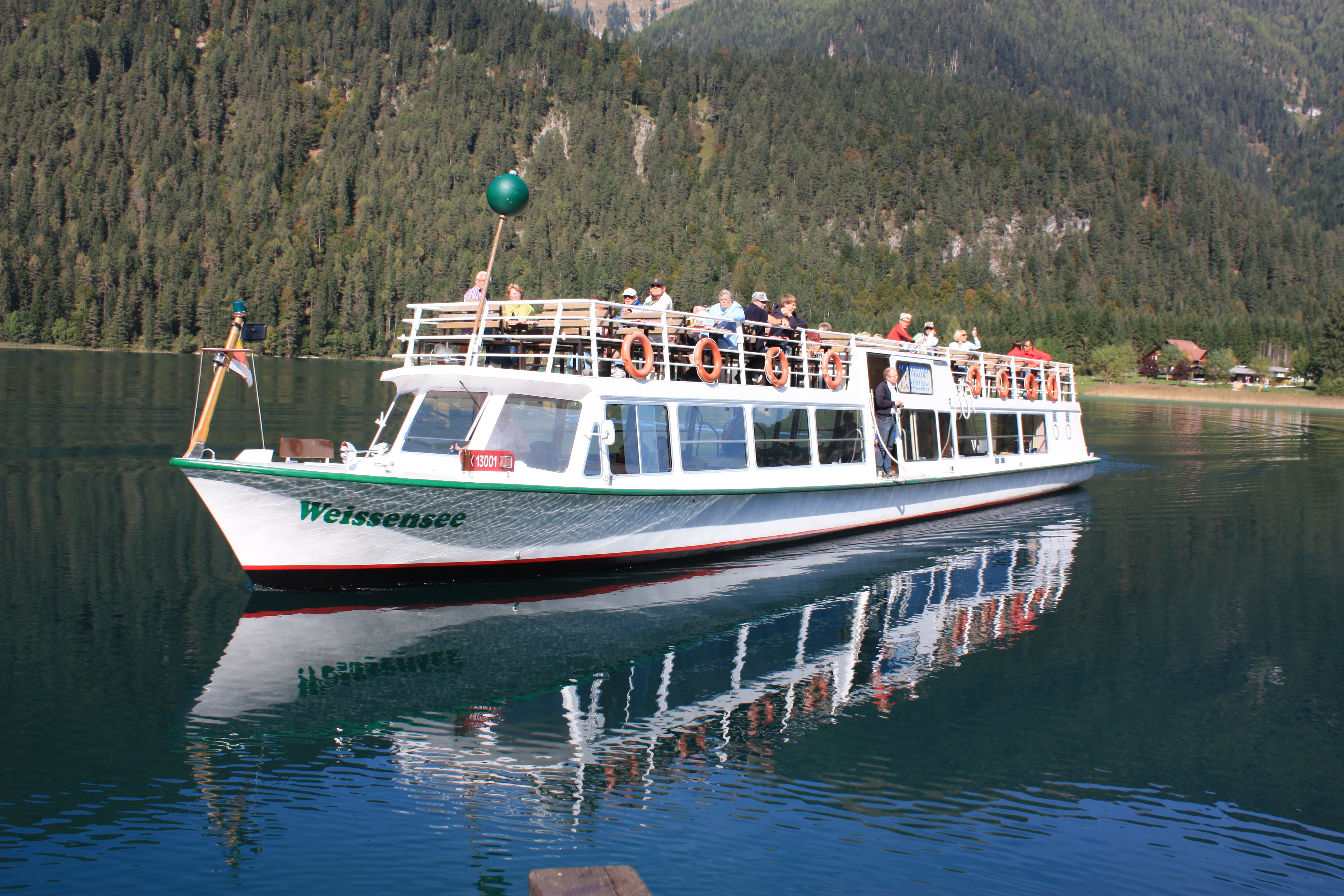
Пасажирське судно
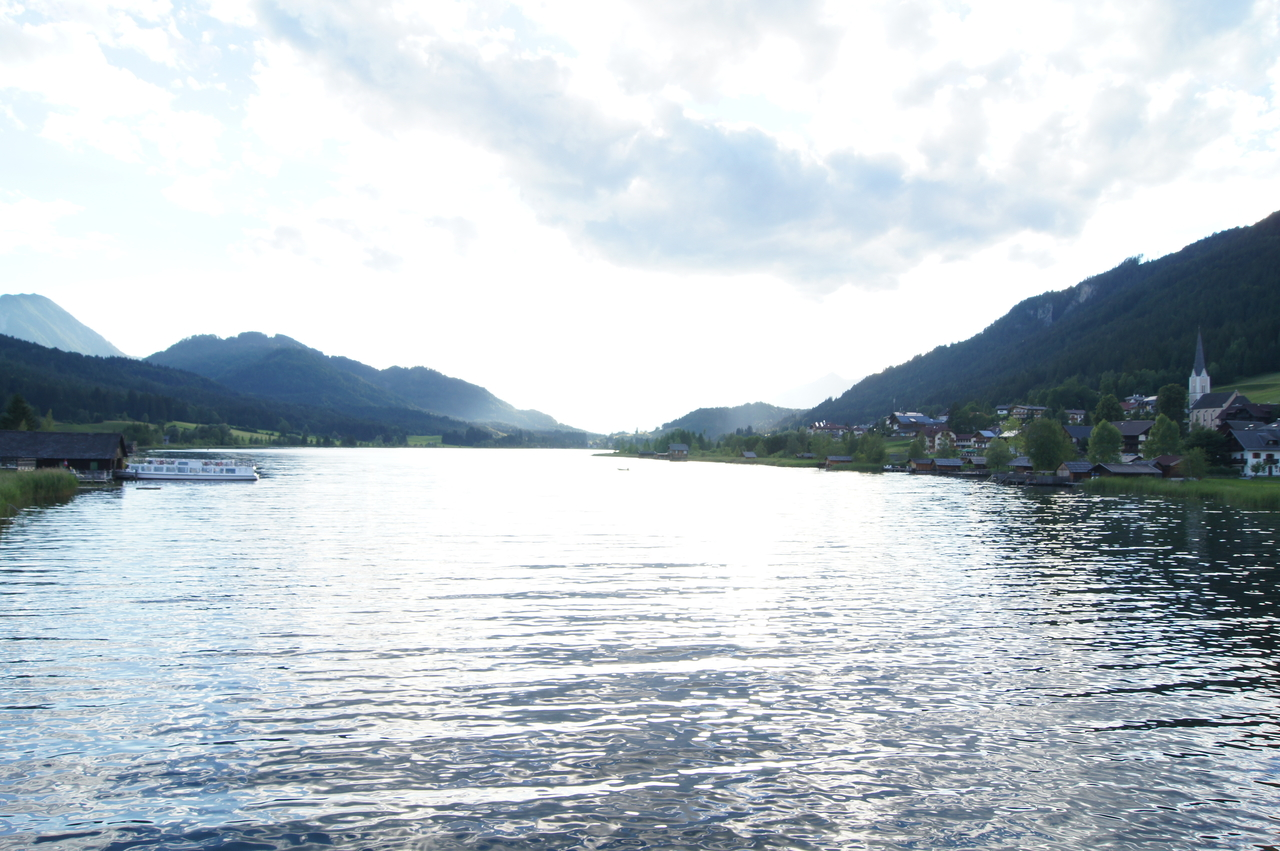
Західний вид на Вайсензее з мосту Техендорф
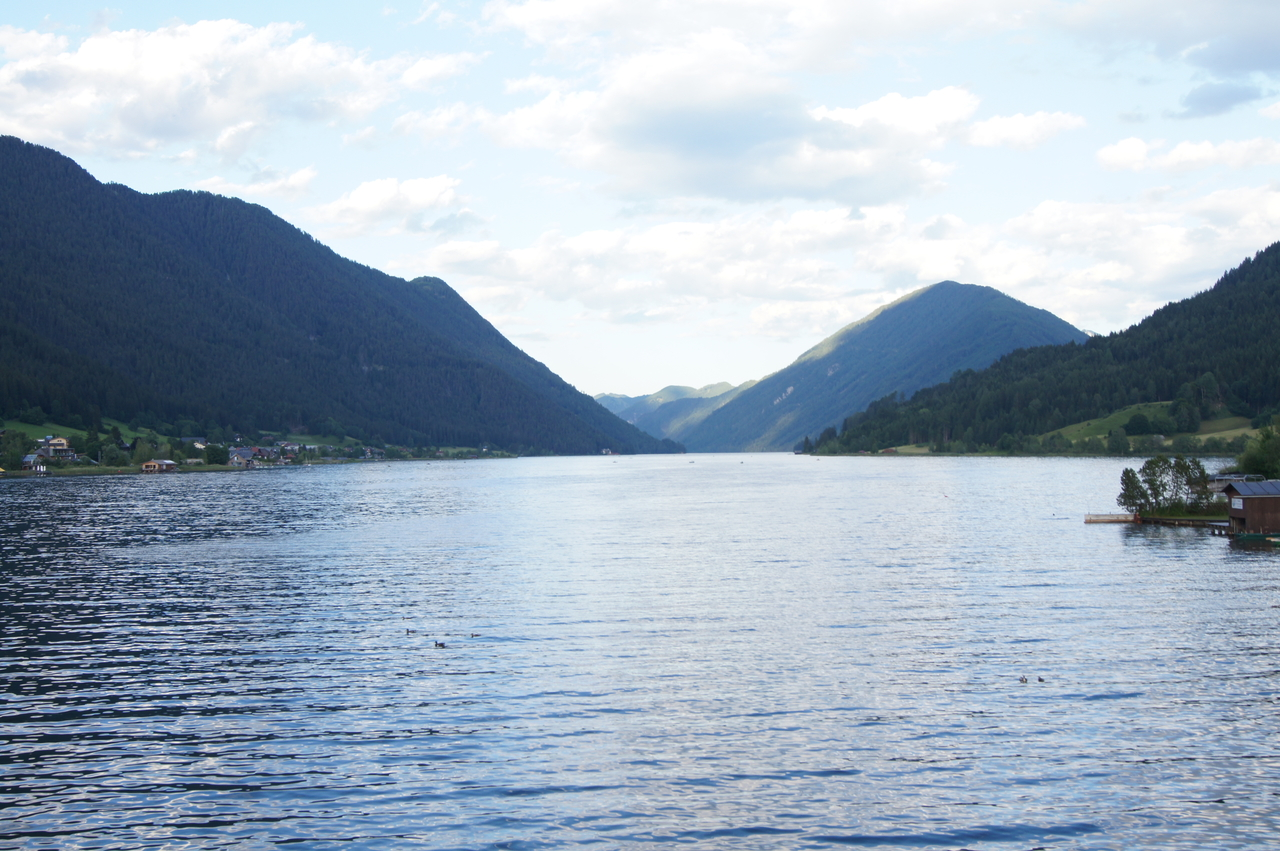
Східний вид на Вайсензее від мосту Техендорф
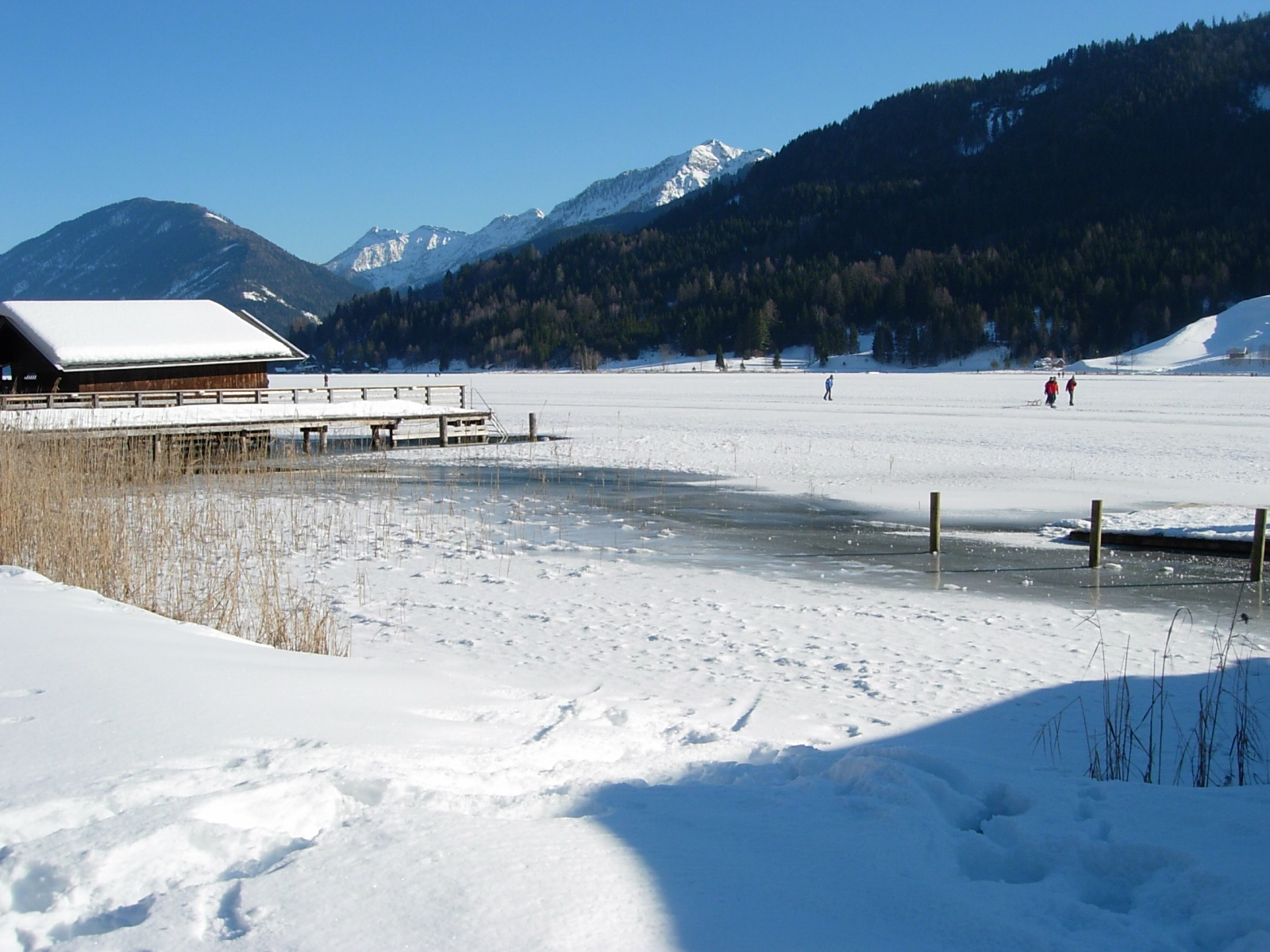
Вайсензее взимку
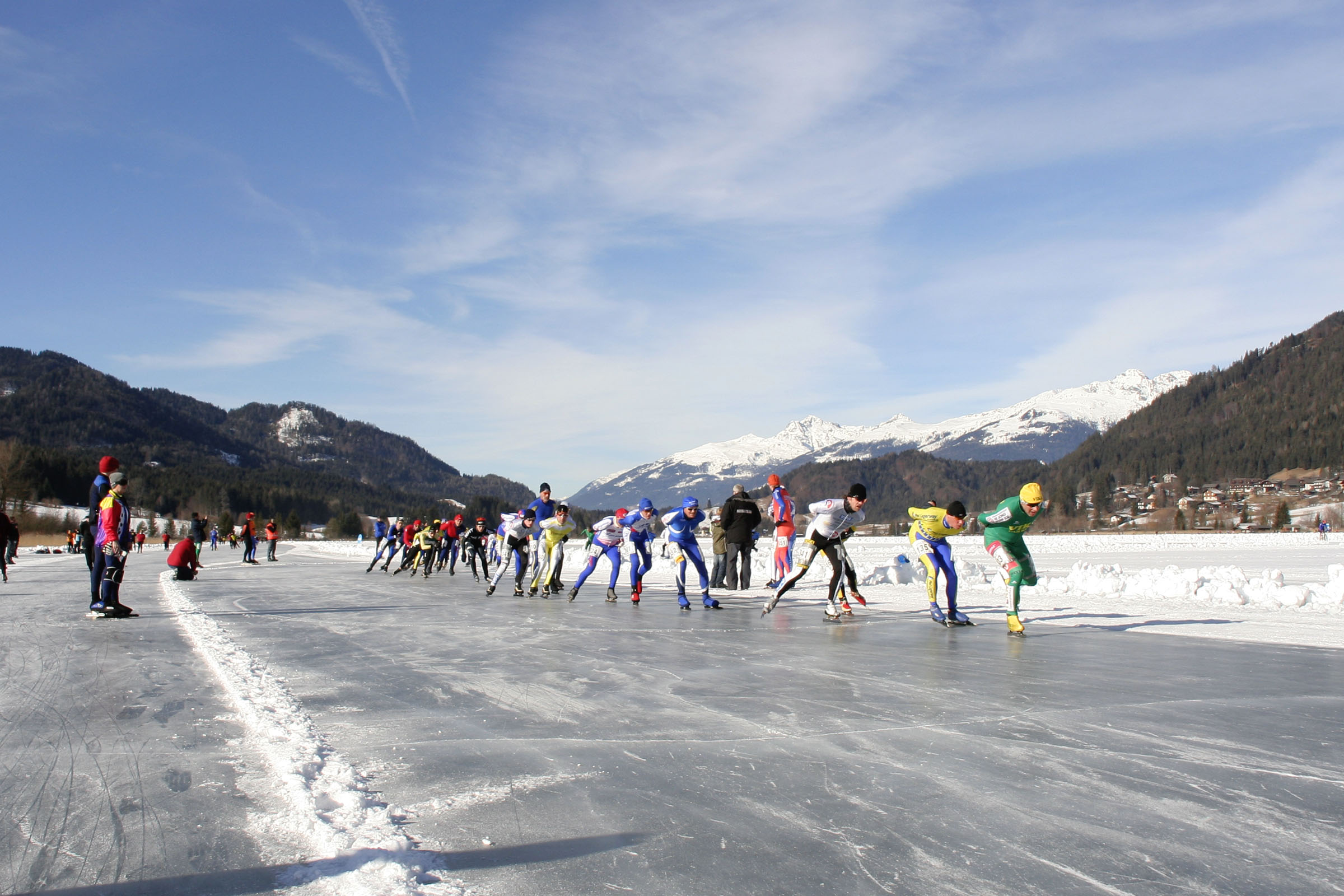
Ковзанярі
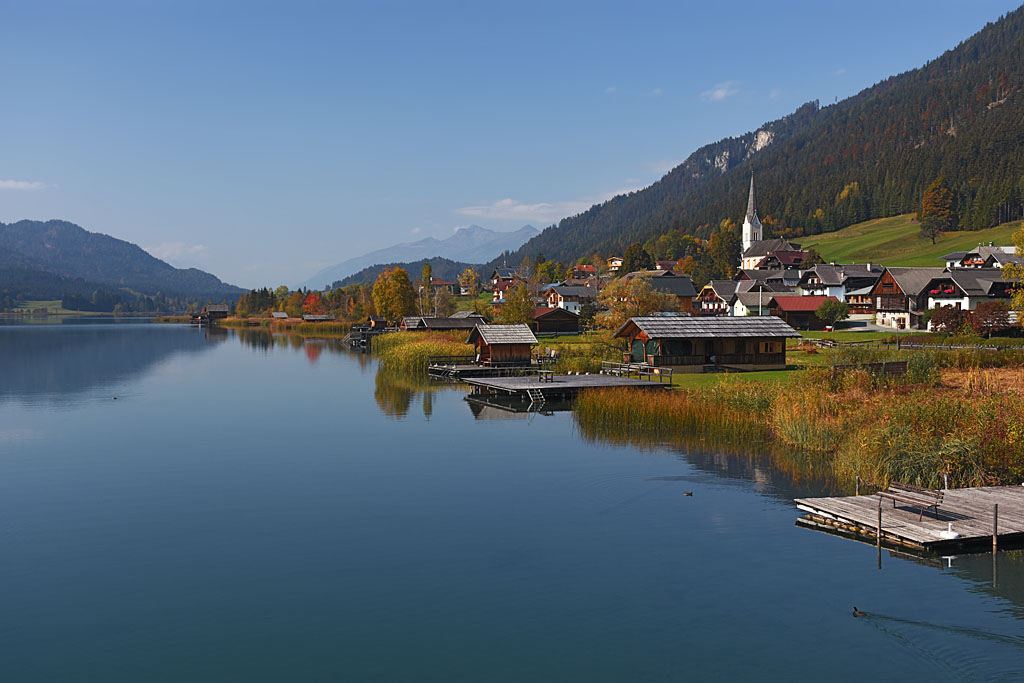
Техендорф на Вайсензее
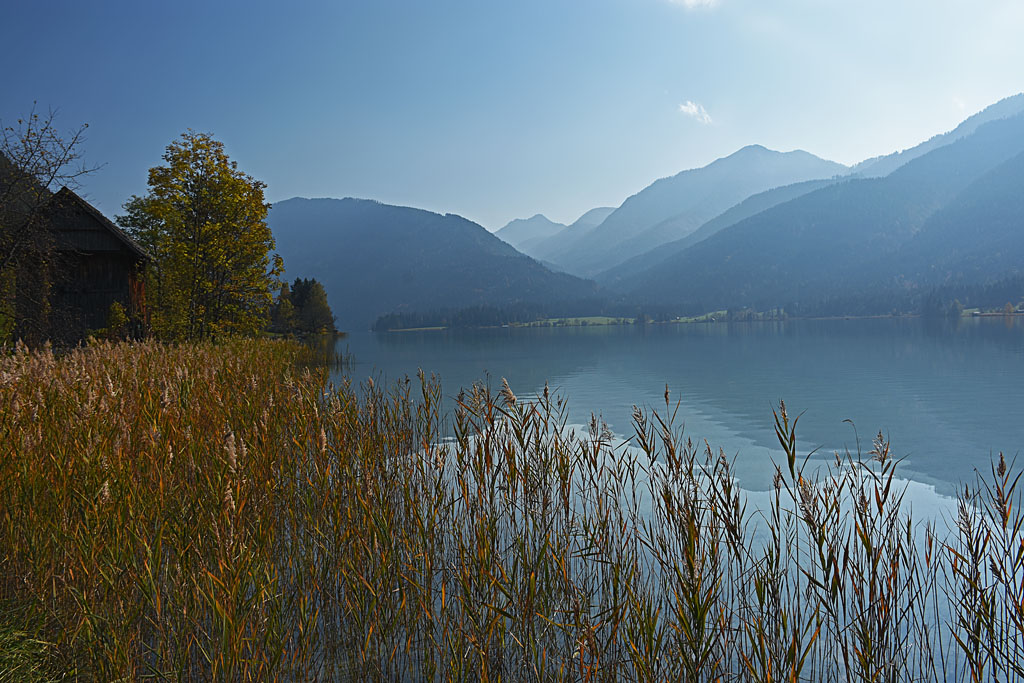
Вайсензе, північний берег